# Wayne, Quận Lafayette, Wisconsin
Wayne là một thị trấn thuộc quận Lafayette, tiểu bang Wisconsin, Hoa Kỳ. Năm 2010, dân số của thị trấn này là 484 người.